# فرانك ميليغان
فرانك ميليغان (بالإنجليزية: Frank Milligan)‏ (19 مارس 1870 في المملكة المتحدة - 31 مارس 1900) هو لاعب كريكت بريطاني (وحمل سابقاً جنسية المملكة المتحدة لبريطانيا العظمى وأيرلندا). شارك مع منتخب إنجلترا للكريكت.

## وصلات خارجية
- فرانك ميليغان على موقع إي آس بي آن كريك إنفو (الإنجليزية)